# جون سكوت وليامز
جون سكوت وليامز هو عسكري كندي، ولد في 1893 في Goldenville ‏ في كندا، وتوفي في 1944 في مونتريال في كندا.